# 柏杨乡
柏杨乡，是中华人民共和国四川省广元市朝天区曾经下辖的一个乡。2019年12月，撤销柏杨乡，将原柏杨乡三友村划归朝天镇管辖，将原柏杨乡中东村、捍东村、坪台村、麻柳村、韩家村、捍红村、冬生村所属行政区域划归大滩镇管辖。

## 行政区划
柏杨乡撤销前下辖以下地区：
捍东村、中东村、东升村、捍红村、韩家村、坪台村、麻柳村和三友村。